# Alogina
Alogina (grč. Alogyne) je bila konkubina Artakserksa I. (vladao od 465. do 424. pr. Kr.), vladara Perzijskog Carstva. Rodila mu je sina Sogdijana, koji je 424. pr. Kr. na vlast došao uzurpacijom ubivši legitimnog nasljednika Kserksa II. i vladao svega šest i pol mjeseci, dok ga nije ubio odnosno nasljedio treći polubrat Darije II. Alogina je bila rodom iz grada Babilona, onda najvećeg grada na svijetu. Osim s Aloginon, Artakserkso I. je imao djecu i s babilonskim konkubinama Kosmartidenom i Andijom, te legitimnom ženom Damaspijom.

## Poveznice
- Artakserkso I.
- Sogdijan
- Ahemenidsko Perzijsko Carstvo

## Vanjske poveznice
- [neaktivna poveznica]